# Anni 1610
Gli anni 1610 sono il decennio che comprende gli anni dal 1610 al 1619 inclusi.

## Eventi, invenzioni e scoperte
- 1614: Nepero pubblica l'opera Mirifici logarithmorum canonis descriptio in cui descrive come usare i logaritmi per semplificare le operazioni matematiche.
- Inizia la guerra dei trent'anni.